# Koer (Toeskar)
De Koer (Russisch: Кур) is een Russische rivier van 17 kilometer (13 km) lang die haar oorsprong heeft nabij het dorp Nizjnjaja Medveditsa (Sotnikovo) (district Koerski) op het Centraal-Russisch Plateau. De rivier mondt uit in de Toeskar in de stad Koersk. 
Het stroomgebied van de rivier is 69 km² groot.